# Cooper et nous
Cooper et nous (Hangin' with Mr. Cooper) est une sitcom américaine en 101 épisodes de 22 minutes, créée par Jeff Franklin et diffusée entre le 22 septembre 1992 et le 30 août 1997 sur le réseau ABC.
En France, la série a été diffusée à partir du 5 septembre 1994 sur France 2, et en Belgique, à partir de janvier 2010 sur Plug RTL.

## Synopsis
La série suit au quotidien les aventures de Mark Cooper, Vanessa Russel et Robin Dumars qui sont colocataires dans une grande maison à Oakland.

## Distribution
- Mark Curry : Mark Cooper
- Holly Robinson Peete : Vanessa Russell
- Dawnn Lewis : Robin Dumars
- Nell Carter : Pamela Jane « P.J. » Moore
- Saundra Quarterman (en) : Geneva Lee
- Raven-Symoné (VF : Dorothée Pousséo)[2] : Nicole Lee
- Marquise Wilson (en) : Tyler Foster
- Omar Gooding : Earvin Rodman